# 팔렌케로 크리올

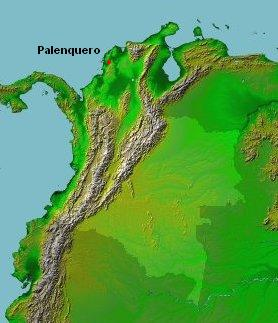
팔렌케로 크리올이 쓰이는 곳

팔렌케로 크리올(스페인어: Criollo palenquero)은 콜롬비아의 산 바실로에서 쓰이는 스페인어 바탕의 크리올이다. 남미 지역에서는 스페인어가 널리 통용되고 있는데, 팔렌케로 크리올은 남미지역에서 오직 하나뿐인 크리올이다. 팔렌케로 크리올을 쓰는 사람들은 탈주 노예의 후손(마룬족)인 아프리카계 사람들로 스페인 사람들과의 접촉이 많지 않아서 스페인어와 아메리카 대륙으로 건너올 때 지니고 있던 자신들의 모어(아프리카계)를 섞어서 새로운 언어(크리올)를 만들어 냈다. 스페인어 화자는 팔렌케로 크리올을 알아듣지 못한다. 1988년 자료에 따르면, 25살 이하 인구 가운데 10%만이 팔렌케로 크리올을 말할 수 있으며, 현재는 거의 노년층만이 이 언어를 쓴다.